# العرض (الرضمة)

تعديل مصدري - تعديل

العرض محلة تابعة لقرية الشياح، التابعة لعزلة كحلان بمديرية الرضمة إحدى مديريات محافظة إب في الجمهورية اليمنية.، بلغ تعداد سكانها 96 حسب تعداد اليمن لعام 2004.